# Рана, Бир Шамшер Джанг Бахадур
Бир Шамшер Джанг Бахадур Рана (непальск. वीर शमशेर जङ्गबहादुर राणा; 10 декабря 1852, Катманду, Королевство Непал — 5 марта 1901, там же) — непальский государственный деятель, премьер-министр (шри тин махарадж) из династии Рана (1885—1901).

## Биография
Родился в семье командующего королевской армией Дхира Шамшер Джанга Бахадур Раны (младшего брата Джанга Бахадура Раны). Его мать умерла, когда он был еще ребенком и потому он воспитывался Путали Махарани, женой Джанга Бахадур. Окончил Доветон-Колледж в Калькутте. 
В 1885—1901 годах занимал пост премьер-министра Непала. Пришёл к власти в результате военного переворота, когда семья Шамшер, племянники Джанга Бахадура, убила многих его сыновей и захватила власть в Непале. Провёл важные инфраструктурные реформы. В частности, был создан водопровод, английский язык преподавался в школах и больницах. Он преобразовал земельный налог, была создана более эффективная система административного управления. Также основал среднюю школу в Дурбаре, больницу Бир, Башню Бир (Ghanta Ghar), школу Путшала и национальную санитарную систему. Он обеспечил необходимый запас питьевой воды городам Катманду (1891) и Бхадгаону (1895). Основал Бирскую библиотеку для сбора и сохранения ценных книг и рукописей, реформировал почтовую систему и провел расширение дорожной сети в Катманду.
Осуществлял активное военное взаимодействие с властями Британской Индии. За это  на алмазном юбилее королевы Виктории ему был присвоен титул Рыцаря — великого командора  ордена Звезды Индии.